# Texel (infographie)
Pour les articles homonymes, voir Texel.

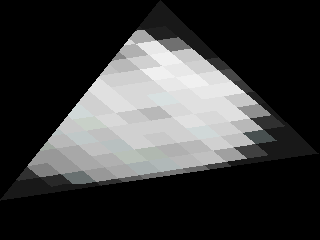
Triangle texturé laissant apparaître les texels

En infographie, le texel est le plus petit élément d'une texture appliquée à une surface. Texel vient de l'anglais texture element.
La différence entre le pixel et le texel est que ce dernier peut occuper la place de plusieurs pixels (de l'image rendue à l'écran) ou bien être de taille inférieure au pixel (dans ce cas, il n'est pas forcément visible mais il existe toujours). Il peut aussi être mélangé à un autre texel, suivant la distance de l'objet par rapport à la caméra. En effet, si l'on rapproche une surface appliquée d'une texture de l'observateur, chaque élément la composant se verra élargi. Il occupera alors l'espace de plusieurs pixels.
Lorsqu'un texel est composé de plusieurs pixels à l'écran, ceux-ci ne sont pas forcément tous de la même couleur, par exemple, si la texture est lissée.
Sur l'image de droite, on peut voir des texels, très visibles car l'image servant de texture est bien plus petite que la surface sur laquelle elle est appliquée. Ils sont très nets car non-filtrés (sans interpolation linéaire, c'est-à-dire, calculant la couleur des pixels sans mélanger celle des texels adjacents).